# Frank Merker
Frank Merker (* 23. April 1944 in Guben; † 10. August 2008 in Cottbus) war ein deutscher Maler und Grafiker.

## Leben und Werk
Merker machte bis 1962 eine Lehre als Forstfacharbeiter und arbeitete bis 1967 in seinem Beruf. Von 1967 bis 1970 studierte er an der Fachschule für Werbung und Gestaltung in Berlin-Schöneweide Gebrauchsgrafik und anschließend bis 1971 Malerei an der Kunsthochschule Berlin-Weißensee. Ab 1974 arbeitete Merker freischaffend als Maler und Grafiker in Cottbus und Carwitz. Er war Mitglied im Verband Bildender Künstler der DDR.

## Rezeption
„Merker zählt zu jenen Künstlern, die die Kunstlandschaft in Cottbus über Jahrzehnte mitprägten. Seine oftmals farbintensiven Werke rangieren zwischen Landschaftsbildern, die die Natur der Lausitz und die Region um Carwitz bei Feldberg in Mecklenburg mittels eines ungetrübten Blickes präsentieren und figürlichen Arbeiten und Stillleben, die eine Symbiose aus Wesen und Aussehen seiner Motive zum Ausdruck bringen.“
„Gleichgewicht, Ruhe und Ordnung sind die Grundlagen seines Stils. …Die Spannung zwischen Welt und Ich, zwischen Natur und Seele ist für ihn Voraussetzung allen künstlerischen Tuns, mit dem er die poetische Substanz der ausgewählten Wirklichkeit sichtbar hervorkehrt … … Frank Merkers Landschaften, Porträts und Stillleben sind in ihrer Farbfülle, dem Zauber des Lichtes und in ihrer reduzierten Lebendigkeit ein aufrichtiges Bekenntnis eines realitätsbewussten Künstlers.“

## Werke (Auswahl)

### Tafelbilder (Auswahl)
- Hornhechte (Öl; 1980; ausgestellt auf der IX. Kunstausstellung der DDR)[3]
- Porträt Paul Breitenau (Öl; 1982; im Bestand des Kunstarchivs Beeskow)[4]
- Mit Falk unterwegs (Öl; 2001)[5]
- Straße nach Norden (Öl)[6]
- Conower Ufer (Öl; 2002)[7]

### Buchillustrationen (Auswahl)
- Barbara Kehl: Fluk. Ein Tag im Leben eines Delphins. Altberliner Verlag Lucie Croszer. Berlin, 1987
- Barbara Kehl: Falco. Ein Tag im Leben eines Wanderfalken. Altberliner Verlag Lucie Croszer. Berlin, 1990

## Ausstellungen (unvollständig)

### Einzelausstellungen
- 1981 Cottbus, Galerie „Carl Blechen“ (Malerei)
- 2001 Cottbus, Brandenburgische Kunstsammlungen („Günther Friedrich und Freunde: Gerhard Knabe, Frank Merker, Hans Scheuerecker, Dieter Zimmermann“)
- 2009 Cottbus, Stadtmuseum („Frank Merker in memoria“)

### Ausstellungsbeteiligungen
- 1974, 1979 und 1984: Cottbus, Bezirkskunstausstellungen
- 1982: Cottbus, Kunstsammlung Cottbus („Aspekte Cottbuser Kunst“)
- 1982/1983: Dresden, Albertinum, IX. Kunstausstellung der DDR
- 1985: Erfurt, Gelände der Internationalen Gartenbauausstellung („Künstler im Bündnis“)
- 1986: Cottbus, Staatliche Kunstsammlungen („Bekenntnis und Tat“)